# Paul Alo'o Efoulou
Paul Claudel Alo'o Efoulou (Yaoundé, 12 novembre 1983) è un ex calciatore camerunese, di ruolo attaccante.

## Statistiche

### Cronologia presenze e reti in nazionale
| Cronologia completa delle presenze e delle reti in nazionale ― Camerun | Cronologia completa delle presenze e delle reti in nazionale ― Camerun | Cronologia completa delle presenze e delle reti in nazionale ― Camerun | Cronologia completa delle presenze e delle reti in nazionale ― Camerun | Cronologia completa delle presenze e delle reti in nazionale ― Camerun | Cronologia completa delle presenze e delle reti in nazionale ― Camerun | Cronologia completa delle presenze e delle reti in nazionale ― Camerun | Cronologia completa delle presenze e delle reti in nazionale ― Camerun |
| Data                                                                   | Città                                                                  | In casa                                                                | Risultato                                                              | Ospiti                                                                 | Competizione                                                           | Reti                                                                   | Note                                                                   |
| ---------------------------------------------------------------------- | ---------------------------------------------------------------------- | ---------------------------------------------------------------------- | ---------------------------------------------------------------------- | ---------------------------------------------------------------------- | ---------------------------------------------------------------------- | ---------------------------------------------------------------------- | ---------------------------------------------------------------------- |
| 28-3-2009                                                              | Accra                                                                  | Togo                                                                   | 1 – 0                                                                  | Camerun                                                                | Qual. Mondiali 2010                                                    | -                                                                      | 46’                                                                    |
| 7-6-2009                                                               | Yaoundé                                                                | Camerun                                                                | 0 – 0                                                                  | Marocco                                                                | Qual. Mondiali 2010                                                    | -                                                                      | 77’                                                                    |
| 13-6-2009                                                              | Abidjan                                                                | Costa d'Avorio                                                         | 2 – 1                                                                  | Camerun                                                                | Amichevole                                                             | -                                                                      | 38’                                                                    |
| 5-9-2009                                                               | Libreville                                                             | Gabon                                                                  | 0 – 2                                                                  | Camerun                                                                | Qual. Mondiali 2010                                                    | -                                                                      | 47’                                                                    |
| 9-9-2009                                                               | Yaoundé                                                                | Camerun                                                                | 2 – 1                                                                  | Gabon                                                                  | Qual. Mondiali 2010                                                    | -                                                                      |                                                                        |
| 14-10-2009                                                             | Olhão                                                                  | Angola                                                                 | 0 – 0                                                                  | Camerun                                                                | Amichevole                                                             | -                                                                      | 46’                                                                    |
| 9-1-2010                                                               | Nairobi                                                                | Kenya                                                                  | 1 – 3                                                                  | Camerun                                                                | Amichevole                                                             | -                                                                      | Uscita                                                                 |
| 25-1-2010                                                              | Benguela                                                               | Egitto                                                                 | 3 – 1 dts                                                              | Camerun                                                                | Coppa d'Africa 2010 - Quarti di finale                                 | -                                                                      | 106’                                                                   |
| 3-9-2011                                                               | Yaoundé                                                                | Camerun                                                                | 5 – 0                                                                  | Mauritius                                                              | Qual. Coppa d'Africa 2012                                              | -                                                                      | 65’ 90’                                                                |
| 2-6-2013                                                               | Kiev                                                                   | Ucraina                                                                | 0 – 0                                                                  | Camerun                                                                | Amichevole                                                             | -                                                                      | 86’                                                                    |
| Totale                                                                 |                                                                        | Presenze                                                               | 10                                                                     |                                                                        | Reti                                                                   | 0                                                                      |                                                                        |

## Palmarès

### Club

#### Competizioni nazionali
- Championnat de France amateur: 1

RC Parigi: 2003-2004